# Bethylus boops
Bethylus boops är en stekelart som först beskrevs av Thomson 1861.  Bethylus boops ingår i släktet Bethylus, och familjen dvärggaddsteklar. Enligt den finländska rödlistan är arten otillräckligt studerad i Finland. Arten är reproducerande i Sverige. Artens livsmiljö är skogar.